# 張馨云
張馨云（1983年11月9日—），原名張麗瑩，台灣女子羽球選手。就讀國立體育大學。

## 簡歷
2008年，張馨云夥拍洪思婕在美國羽毛球大獎賽的女子雙打項目決賽中，擊敗隊友楊佳臻/蔡佩玲，贏得冠軍 。
2010年1月，張馨云夥拍程文欣出戰該年度的第一次全國羽球排名賽，首度贏得女雙全國冠軍。
2011年，就讀國立體育大學的張馨云於世界大學運動會羽球比賽獲得混合團體銅牌。

## 主要比賽成績
只列出曾進入準決賽的國際賽事成績：
| 年份   | 賽事               | 公開賽級別 | 項目     | 搭檔   | 成績 |
| ------ | ------------------ | ---------- | -------- | ------ | ---- |
| 2008年 | 美國羽毛球大獎賽   | 大獎賽     | 女子雙打 | 洪思婕 | 冠軍 |
| 2010年 | 高雄羽球國際挑戰賽 | 國際挑戰賽 | 混合雙打 | 曾敏豪 | 亞軍 |

| 2007-2017年 | 首要超級賽 | 超級賽 | 黃金大獎賽 | 大獎賽 | 國際挑戰賽 | 國際系列賽 | 未來系列賽 | 其他 |

| 2018-2026年 | 總決賽 | 超級1000賽 | 超級750賽 | 超級500賽 | 超級300賽 | 超級100賽 | 國際挑戰賽 | 國際系列賽 | 未來系列賽 | 其他 |

### 奧運會和世錦賽參賽紀錄
|          | 搭檔   | 2010        |
| -------- | ------ | ----------- |
| 女子雙打 | 周佳琦 | 48強 (退賽) |